# Hummankare
Hummankare är en klippa i Finland.   Den ligger i kommunen Pargas i landskapet Egentliga Finland, i den sydvästra delen av landet, 180 km väster om huvudstaden Helsingfors.
Terrängen runt Hummankare är mycket platt.  Närmaste större samhälle är Rimito, 19,8 km öster om Hummankare. 